# Distretto di Peć
Il distretto di Peć, in serbo, o distretto di Pejë in albanese, è un distretto del Kosovo istituito dall'ONU nel 1999 e sottoposto da allora sotto l'amministrazione dell'UNMIK.

## Comuni
Il distretto si divide in tre comuni:
- Pejë/Peć
- Istog/Istok
- Klinë/Klina